# Vetenskapsåret 1832

## Händelser
- Évariste Galois lägger fram generella villkor för lösbarheten hos algebraiska ekvationer.
- Peter Dirichlet bevisar Fermats stora sats för n = 14.
- Michael Faraday formulerar lagar för elektrolys.

### Biologi
- Okänt datum -  Isidore Geoffroy Saint-Hilaire börjar publicera Histoire générale et particulière des anomalies de l’organisation chez l’homme et les animaux, en nyckeltext inom teratologi.[1]

### Oceanografi
- Okänt datum - James Rennells An Investigation of the Currents of the Atlantic Ocean, and of those which prevail between the Indian Ocean and the Atlantic publiceras postumt av hans dotter.[2]

## Pristagare
- Copleymedaljen
  - Michael Faraday, brittisk fysiker och kemist.
  - Simeon Poisson, fransk matematiker och professor i mekanik.
- Rumfordmedaljen: John Frederick Daniell, brittisk kemist och fysiker.
- Wollastonmedaljen: Utdelades ej.

## Födda
- 17 juni - William Crookes (död 1919), brittisk kemist och fysiker.
- 16 augusti - Wilhelm Wundt (död 1920), tysk fysiolog och psykolog.
- 12 december - Ludwig Sylow (död 1918), norsk matematiker.

## Avlidna
- 13 maj - Georges Cuvier (född 1769), fransk zoolog och paleontolog.
- 31 maj - Évariste Galois (född 1811), fransk matematiker.
- 24 augusti - Nicolas Léonard Sadi Carnot (född 1796), fransk fysiker.
- 2 september - Franz Xaver von Zach (född 1754), tysk astronom.
- 8 november - Marie-Jeanne de Lalande (född 1768), fransk astronom.

### Fotnoter
1. ↑   Encyclopædia Britannica Eleventh Edition. 1911
2. ↑  ”James Rennell - the father of oceanography”. Southampton: National Oceanography Centre, James Rennell Division for Ocean Circulation and Climate. 2009. Arkiverad från originalet den 16 maj 2011. https://web.archive.org/web/20110516035320/http://www.noc.soton.ac.uk/JRD/history/rennell.php. Läst 5 april 2011.